# Domány Ferenc

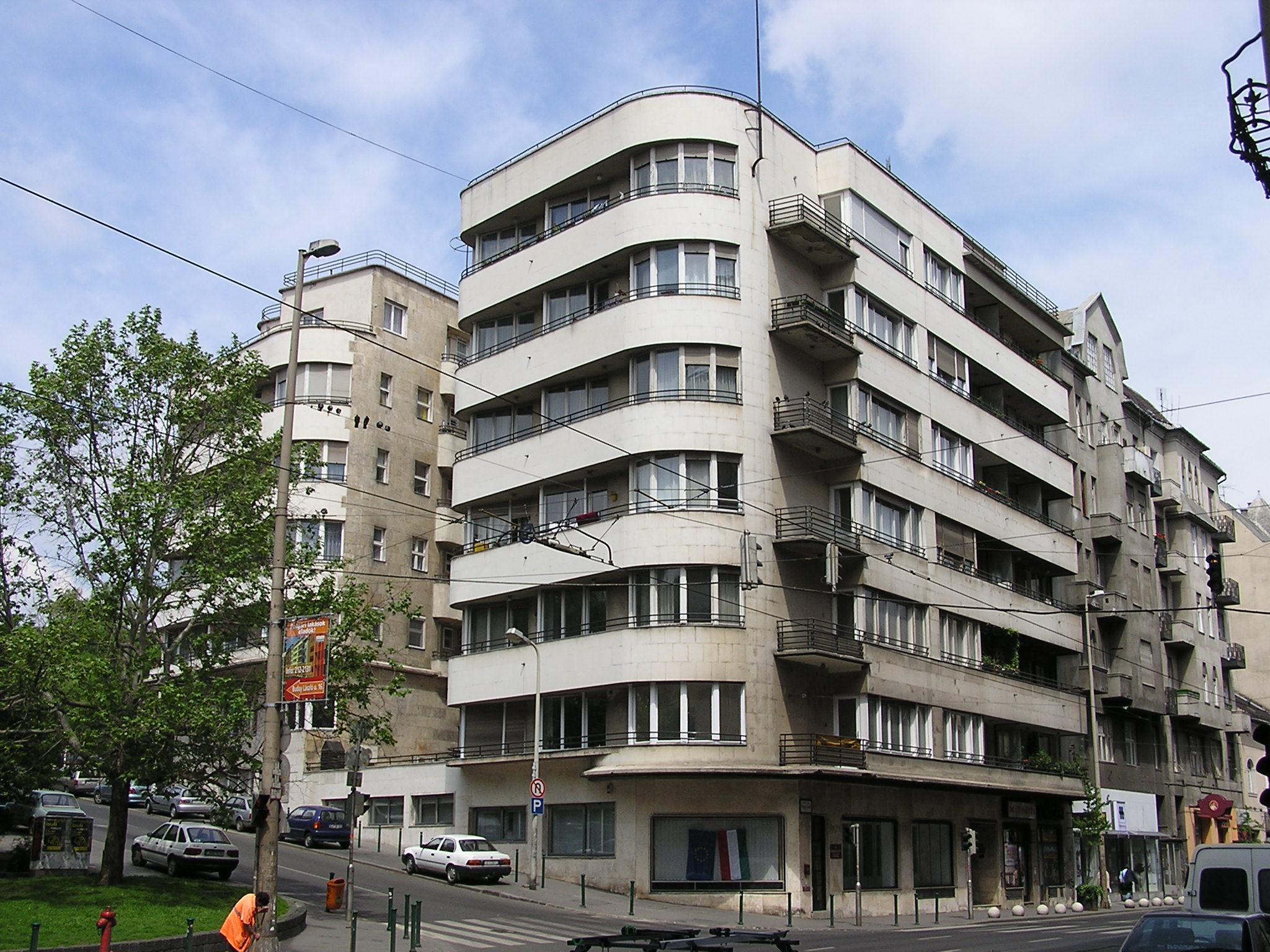
Domány Ferenc és Hofstätter Béla, a Weiss Manfréd Művek Elismert Nyugdíjpénztárának bérháza, Margit körút 15-17.

Domány Ferenc (Gyöngyös, 1899. április 30. – London, 1939. szeptember?) építész.

## Életútja
Domány Ignác rőfös kereskedő és Tausz Malvin fiaként született. A budapesti Műegyetemen tanult Hültl Dezsőnél, ezt követően a berlini műegyetemen végzett. 1925-től Berlinben több nagy szállodát (Woga-Hotel 1927–1930; Autohotel 1929–30), irodaházat és sportcsarnokot is épített, majd 1933-ban jelentős vagyonnal hazatért Budapestre. Hofstätter Bélával társulva építettek modern bérházakat, pl. Szent István parkváros épületei, Pozsonyi út 38/42., valamint moziépületeket (Ady, Duna). 1939-ben kiköltözött Londonba, az ottani postapalota pályázatán díjat nyert és megkapta a munkavállalási engedélyt. A korabeli tudósítás szerint 1939 őszén londoni lakásán luminállal megmérgezte magát és meghalt, azonban családja ezt vitatja, mivel úgy tudták, hogy jól ment a sora és folyamatosan kapta a megbízásokat. Meggyőződésük szerint véletlen baleset történhetett, több altatót vett be a szükségesnél.